# Gerry O'Hara
Gerald John O'Hara, più conosciuto con il diminutivo Gerry O'Hara (Wolverhampton, 3 dicembre 1956) è un ex calciatore inglese, di ruolo centrocampista.

## Carriera
Gioca nelle giovanili del Wolverhampton, con cui esordisce in prima squadra nel corso della stagione 1975-1976, all'età di 19 anni, giocando 6 partite nella prima divisione inglese; il campionato termina però con la retrocessione degli Wolves in seconda divisione, categoria nella quale O'Hara nel corso della stagione 1976-1977 contribuisce alla vittoria del campionato con 3 presenze. Rimane infine in rosa anche per l'intera stagione 1977-1978, trascorsa nuovamente in massima serie, nel corso della quale non gioca però ulteriori partite di campionato. Nell'estate del 1978 si accasa all'Hereford Utd, club di quarta divisione, con cui nel corso della stagione gioca però solamente una partita di campionato. Trascorre poi un triennio con i semiprofessionisti del Worcester City, con cui milita in Alliance Premier League (campionato di quinta divisione a girone unico creato a partire dalla stagione 1979-1980 e, di fatto, più alto livello calcistico inglese al di fuori della Football League).

## Statistiche

### Presenze e reti nei club
| Stagione             | Squadra              | Campionato           | Campionato | Campionato | Coppe nazionali | Coppe nazionali | Coppe nazionali | Coppe continentali | Coppe continentali | Coppe continentali | Altre coppe | Altre coppe | Altre coppe | Totale | Totale |
| Stagione             | Squadra              | Comp                 | Pres       | Reti       | Comp            | Pres            | Reti            | Comp               | Pres               | Reti               | Comp        | Pres        | Reti        | Pres   | Reti   |
| -------------------- | -------------------- | -------------------- | ---------- | ---------- | --------------- | --------------- | --------------- | ------------------ | ------------------ | ------------------ | ----------- | ----------- | ----------- | ------ | ------ |
| 1975-1976            | Wolverhampton        | FD                   | 6          | 0          | FA Cup+CL       | ?+?             | ?+?             | -                  | -                  | -                  | -           | -           | -           | 6+     | ?      |
| 1976-1977            | Wolverhampton        | SD                   | 3          | 0          | FA Cup+CL       | ?+?             | ?+?             | -                  | -                  | -                  | -           | -           | -           | 3+     | ?      |
| 1977-1978            | Wolverhampton        | FD                   | 0          | 0          | FA Cup+CL       | ?+?             | ?+?             | -                  | -                  | -                  | -           | -           | -           | ?      | ?      |
| Totale Wolverhampton | Totale Wolverhampton | Totale Wolverhampton | 9          | 0          |                 | ?               | ?               |                    | -                  | -                  |             | -           | -           | 9+     | ?      |
| 1978-1979            | Hereford Utd         | Fourth D.            | 1          | 0          | FA Cup+CL       | ?+?             | ?+?             | -                  | -                  | -                  | -           | -           | -           | 1+     | ?      |
| Totale carriera      | Totale carriera      | Totale carriera      | 10+        | 0          |                 | ?               | ?               |                    | -                  | -                  |             | -           | -           | 10+    | ?      |

## Palmarès

### Club

#### Competizioni nazionali
- Campionato inglese di seconda divisione: 1

Wolverhampton: 1976-1977